# Guy Green (juriste)
Pour les articles homonymes, voir Guy Green (homonymie).
Guy Green, né le 26 juillet 1937 à Launceston (Tasmanie) et mort le 22 juillet 2025 à Hobart (Tasmanie), est un juriste et magistrat australien. 
Il est gouverneur de Tasmanie de 1995 à 2003 et assure l'intérim du poste de gouverneur général d'Australie en 2003 en qualité d'administrateur du Commonwealth, à la suite de la démission de Peter Hollingworth.

## Biographie
Guy Green étudie le droit à l'université de Tasmanie dont il sort diplômé en 1960. Devenu magistrat en 1971, il est chef de la Cour suprême de Tasmanie de 1973 à 2003.
Il a été très impliqué dans l'université de Tasmanie, siégeant en tant que chancelier avant sa nomination comme gouverneur.
De 1995 à 2003, il est gouverneur de Tasmanie, le premier natif de l'île à être gouverneur de l'État. En se retirant du poste de gouverneur, Sir Guy continue de contribuer à la renommée de la Tasmanie, en tant que président du conseil d'administration du Tasmanian Museum and Art Gallery et comme président du festival 10 Days on the Island.
Le 28 mai 2003, il est désigné « administrateur du Commonwealth », chargé de l'intérim des fonctions de gouverneur général d'Australie à la suite de la démission de Peter Hollingworth. Il quitte son poste en août de la même année quand Michael Jeffery est nommé nouveau gouverneur général.

## Distinctions
- Chevalier commandeur de l'ordre de l'Empire britannique (KBE) (1982)[1]
- Compagnon de l'ordre d'Australie (1994)[2]
- Commandeur de l'ordre royal de Victoria, décernée au cours de la visite de la reine Élisabeth II en Tasmanie en 2000[3]
- Centenary Medal (2001)[4]

## Source
- (en) Cet article est partiellement ou en totalité issu de l’article de Wikipédia en anglais intitulé « Guy Green (judge) » (voir la liste des auteurs).